# Peter Barr
Peter Barr ( 1825 - 1909 ) fue un botánico escocés, que fundó la firma Barr & Sons Seedsman. Usaba el sobrenombre de Daffodil Jing (el rey de los narcisos).

## Algunas publicaciones
- Ye Narcissus or daffodyl flowre, and hys roots, with hys histoire and culture… : embellished with manie woodcuts ( 1884)
- Readings on the Lilies of the World ( 1901).

==
- Peter Barr. 1901. Three chats on daffodils. Ed. Vardon & Pritchard. 24 pp.